# Terminalia franchetii
Terminalia franchetii är en tvåhjärtbladig växtart som beskrevs av François Gagnepain. Terminalia franchetii ingår i släktet Terminalia och familjen Combretaceae.

## Underarter
Arten delas in i följande underarter:
- T. f. glabra
- T. f. intricata
- T. f. membranifolia
- T. f. tomentosa